# Алтайський заповідник

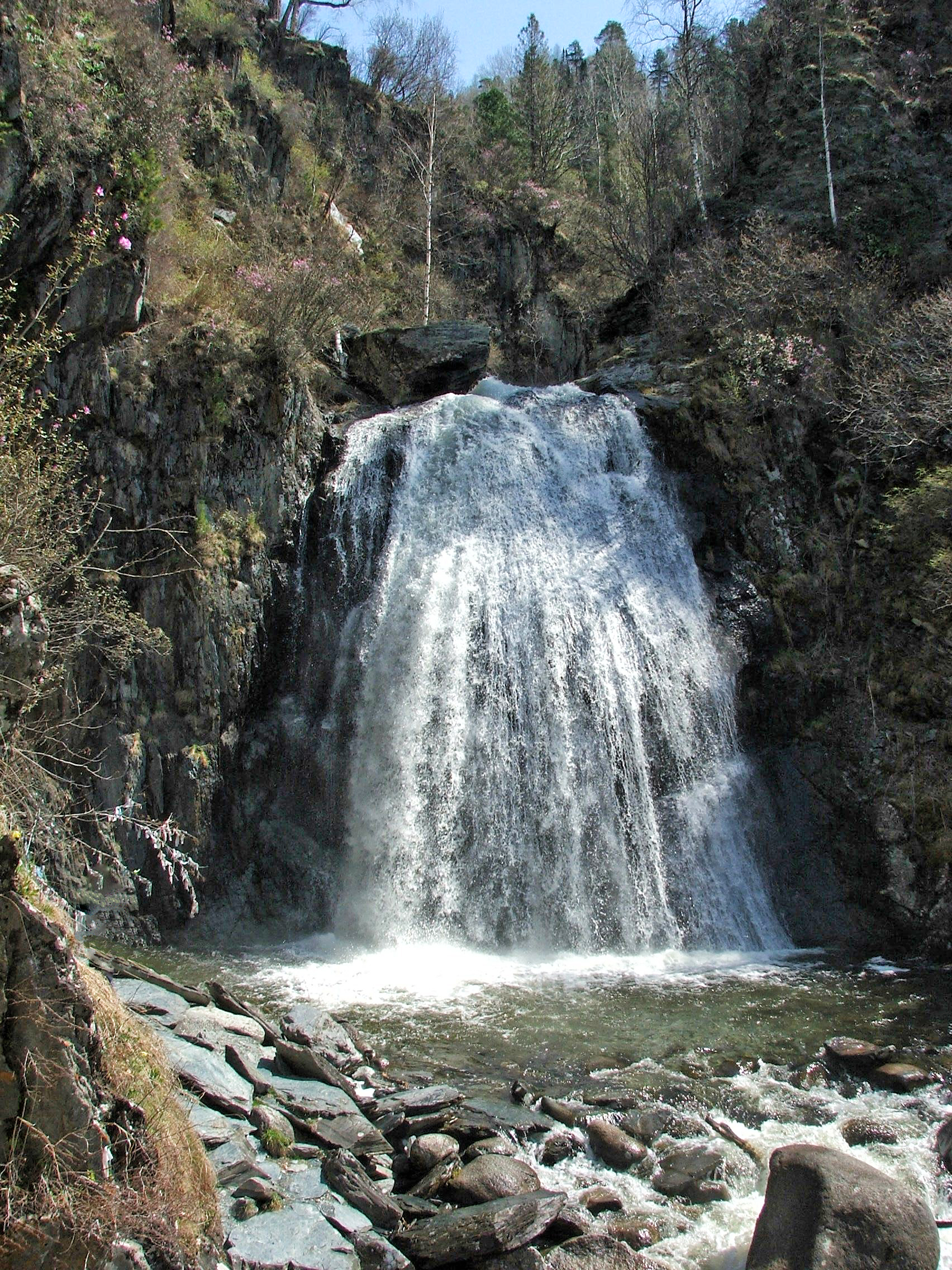
Водоспад Корбу навесні

Алта́йський держа́вний приро́дний запові́дник (рос. Алта́йский госуда́рственный приро́дный запове́дник) — державний природний заповідник на території Республіки Алтай (Російська Федерація); заснований 1932 року. Територія Алтайського і Катунського заповідників внесена до списку Світової культурної і природної спадщини ЮНЕСКО під назвою «Золоті гори Алтаю» (1998). У 2009 році заповідник включений до Всесвітньої мережі біосферних резерватів Програми ЮНЕСКО «Людина і біосфера». Входить до складу асоціації заповідників і національних парків Алтай-Саянського екорегіону.

## Географія
Уздовж межі заповідника є високі гірські хребти: на півночі — хребет Торот (відріг Абаканського хребта, що відходить від нього на захід майже під прямим кутом), на північному сході — Абаканський (гора Садонська 2 890 м над р. м.), На крайньому півдні — відроги хребта Чихачьова (гора Гетедей 3 021 м), на сході — Шапшальський хребет (гора Тошкалика, 3 507 м). Кілька відокремлених гірських масивів знаходяться і в центрі заповідника: Куркурі (г. Куркуребажі, 3 111 м), Тетиколь (до 3 069 м), Чулишманський (гора Богояш, 3 143 м). Західна межа прямує уздовж річки Чулишман і Телецьким озером. Понад 20 % площі заповідника покрито розсипами каміння і галечником. У заповіднику 1 190 озер площею понад 1 га кожне. На річці Чульча за 8 км від гирла знаходиться найбільший водоскат Алтаю — Великий Чульчинський (Учар), 150-метровий каскад водоспадів.
Алтайський заповідник — один з найбільших заповідників Росії, його площа (871 212 га) становить 9,4 % від всієї території Республіки Алтай. Заповідник має у своєму складі правобережжя Телецького озера і 22 тис. га його акваторії, своєрідні ландшафти, десятиметрові кам'яні «гриби» — останці, каскади водоспадів, яких в заповіднику близько півтори сотень і багато інших природних об'єктів. 

## Клімат
Клімат заповідника континентальний, гірський. Залежить від особливостей рельєфу. Зима на берегах Телецького озера — одна з найбільш м'яких у Сибіру, що пов'язано з впливом звичайних в цю пору року східних і південно-східних фенів. Північно-західні вітри, навпаки, приносять похолодання. Південніше зимові температури падають. Літо через піднесене положення заповідника прохолодне, на гірських вершинах відсутне. На півночі воно вологе, на півдні сухіше.
| Клімат Телецького озера | Клімат Телецького озера | Клімат Телецького озера | Клімат Телецького озера | Клімат Телецького озера | Клімат Телецького озера | Клімат Телецького озера | Клімат Телецького озера | Клімат Телецького озера | Клімат Телецького озера | Клімат Телецького озера | Клімат Телецького озера | Клімат Телецького озера | Клімат Телецького озера |
| Показник                | Січ.                    | Лют.                    | Бер.                    | Квіт.                   | Трав.                   | Черв.                   | Лип.                    | Серп.                   | Вер.                    | Жовт.                   | Лист.                   | Груд.                   | Рік                     |
| Абсолютний максимум, °C | 11,6                    | 13,4                    | 21,4                    | 29,3                    | 33,0                    | 34,3                    | 36,9                    | 34,7                    | 29,1                    | 23,2                    | 15,9                    | 14,1                    | 36,9                    |
| Середня температура, °C | −7,6                    | −7,1                    | −2,3                    | 4,0                     | 10,1                    | 14,2                    | 17,3                    | 15,7                    | 10,2                    | 4,5                     | −2                      | −6,1                    | 4,2                     |
| Абсолютний мінімум, °C  | −36,2                   | −38,7                   | −28,8                   | −24,3                   | −10,1                   | −1,3                    | 1,6                     | 0,1                     | −4,9                    | −18,7                   | −33                     | −33,5                   | −38,7                   |
| Норма опадів, мм        | 16                      | 14                      | 26                      | 75                      | 115                     | 131                     | 147                     | 132                     | 98                      | 71                      | 46                      | 29                      | 900                     |
| ----------------------- | ----------------------- | ----------------------- | ----------------------- | ----------------------- | ----------------------- | ----------------------- | ----------------------- | ----------------------- | ----------------------- | ----------------------- | ----------------------- | ----------------------- | ----------------------- |
| Джерело: Климат России  |                         |                         |                         |                         |                         |                         |                         |                         |                         |                         |                         |                         |                         |

## Флора

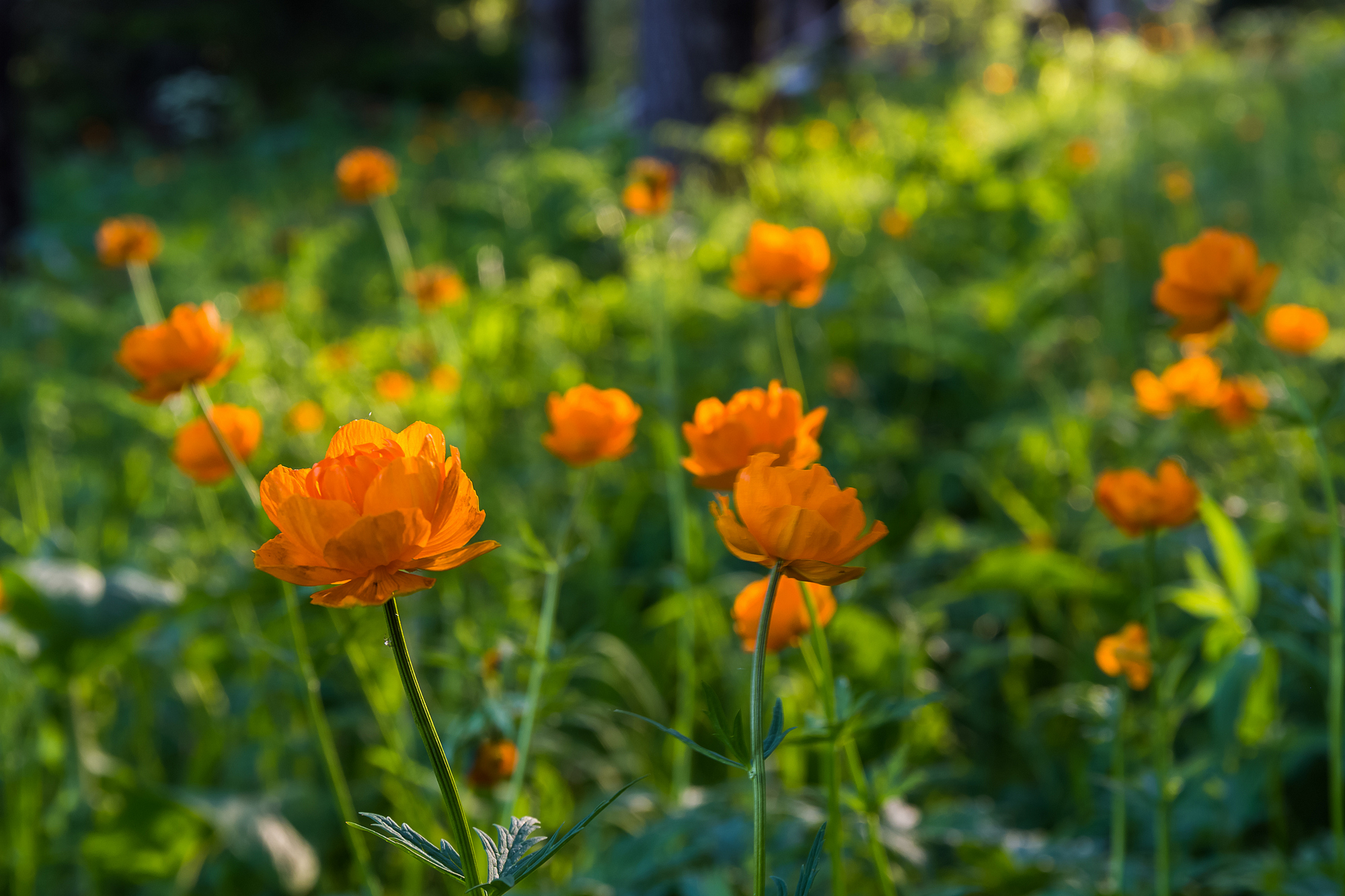
Trollius asiaticus у заповіднику

За видовою різноманітністю рослин заповідник займає друге місце в Росії після Кавказького. На території Алтайського заповідника росте 1500 видів вищих судинних рослин, з яких 22 види занесені до Червоної книги Росії:
- Молодильник озерний (Isoëtes lacustris L.)
- Ковила пірчаста (Stipa pennata L.)
- Ковила Залеського (Stipa zalesskii Wilensky)
- Erythronium sibiricum (Fisch. &  C.A.Mey.) Krylov
- Зозулині черевички справжні (Cypripedium calceolus L.)
- Cypripedium macranthos (Sw.)
- Cypripedium ventricosum (Sw.)
- Надбородник безлистий (Epipogium aphyllum Sw.)
- Каптурниця лісова (Neottianthe cucullata L.) Schltr.
- Жировик Льозеля (Liparis loeselii L.) Rich.
- Dactylorhiza baltica (Turcz. ex Lindl.) Soó
- Зозулинець шоломоносний (Orchis militaris L.)
- Rheum altaicum (Losinsk.)
- Aconitum decipiens (Worosh. et Anfalov)
- Aconitum paskoi (Worosh)
- Oxytropis physocarpa (Ledeb.)
- Oxytropis tschujae
- Dentaria sibirica
- Dendranthema sinuatum
- Bupleurum martjanovii Kryl.
- Оливник рожевий (Rhodiola rosea L.)
- Asplenium altajense (Kom.) Grub.

З 136 видів рослин, лишайників і грибів, занесених до Червоної книги Республіки Алтай, 49 видів відмічено в Алтайському заповіднику, з них 41 вид квіткових рослин, 5 видів — папоротевидних, 1 вид — плауновидних, 2 — лишайників. 
Ліси заповідника переважно складаються з хвойних порід: модрина сибірська, сосна сибірська і ялиця сибірська. Крім того, територія заповідника багата резервами цінних лікарських і харчових рослин.

## Фауна

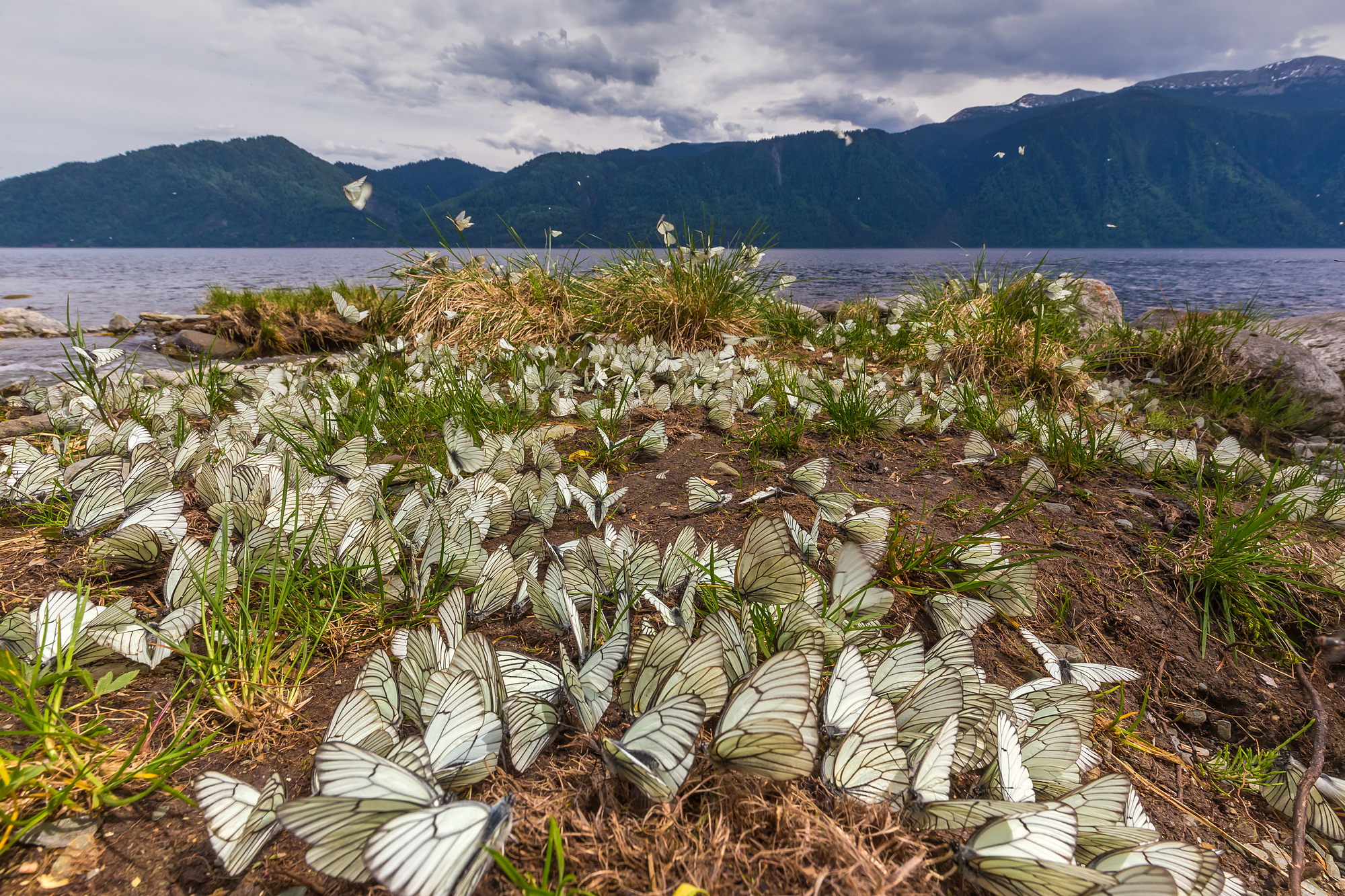
Метелики виду Білан жилкуватий у червні

З 1500 видів фауни, що мешкають тут, більше 250 належать до алтайсько-саянських ендеміків, 120 видів — релікти різних епох палеоген-неогенового і четвертинного періодів.
На території Алтайського заповідника мешкають 59 видів тварин, внесених до Червоної книги Республіки Алтай, при цьому 15 видів мають тут основні місця проживання. За статусом рідкісності, види тварин, що особливо охороняються, на території заповідника розподіляються таким чином:
- Категорія 1 — «ті, яким згрожує зникнення» (включають 8 видів, зокрема 3 види цієї категорії мають тут основні місця проживання);
- Категорія 2 — «ті, чисельність, яких неухильно скорочується» (включають 18 видів, зокрема 6 видів мають тут основні місця проживання);
- Категорія 3 — «рідкісні» (включають 16 видів, зокрема 5 видів мають тут основні місця проживання);
- Категорія 4 — «не визначені за статусом рідкісності», на території заповідника зустрічаються 17 видів.

### Комахи
На території заповідника мешкають 3 види комах, які занесені до Червоної книги Росії: синявець римнус, аполлон, Erebia kindermanni. Ще один червонокнижний вид, мнемозина, мешкає на суміжній території.

### Ссавці
68 видів. З них барс сніговий занесений до Міжнародної Червоної книги, цей вид вкрай рідкісний, мешкає переважно високо в горах, вище межі лісу. До Червоної книги Росії занесені Ovis ammon ammon, кабарга сибірська та лісовий підвид північного оленя. У заповіднику 11 видів комахоїдних, 8 — лиликоподібних, 2 — зайцеподібних, 24 — мишоподібних, 15 видів хижих (ведмідь бурий, рись євразійська, видра річкова, росомаха, соболь, мустела сибірська) і 8 видів парнокопитих (лось, олень благородний, архар, сарна азійська, козел сибірський, північний олень, кабарга і свиня дика).
До Червоної книги Республіки Алтай занесені 8 видів кажанів, місцем перебуванням яких є Алтайський заповідник (нічниця вусата, нічниця Брандта, Myotis ikonnikovi, нічниця водяна, вухань звичайний, вечірниця дозірна, пергач північний, трубконіс великий).
Окрім видів тварин, занесених до Червоної книги Республіки Алтай, територія заповідника включає основні житла комплексу мисливсько-промислових видів тварин. В цілому, Алтайський державний природний заповідник виконує найважливіші функції: збереження генофонду рідкісних видів рослин і тварин, поповнення сусідніх територій мисливсько-промисловими видами і здійснення наукових досліджень природи цього регіону.
Численними експедиціями були проведені физіко-географічні і фауністичні дослідження. Наукові роботи в період обстеження території під заповідник і в перші роки його існування лягли в основу видання перших випусків «Праць Алтайського державного заповідника». З 1970 р. результати наукових досліджень, що здійснюються на території заповідника, відбиваються в щорічної книзі «Літопис природи», що включає розділи: «Ландшафт», «Рельєф», «процеси Схилів», «Погода», «Води», «Флора і рослинність» та ін.

## Галерея

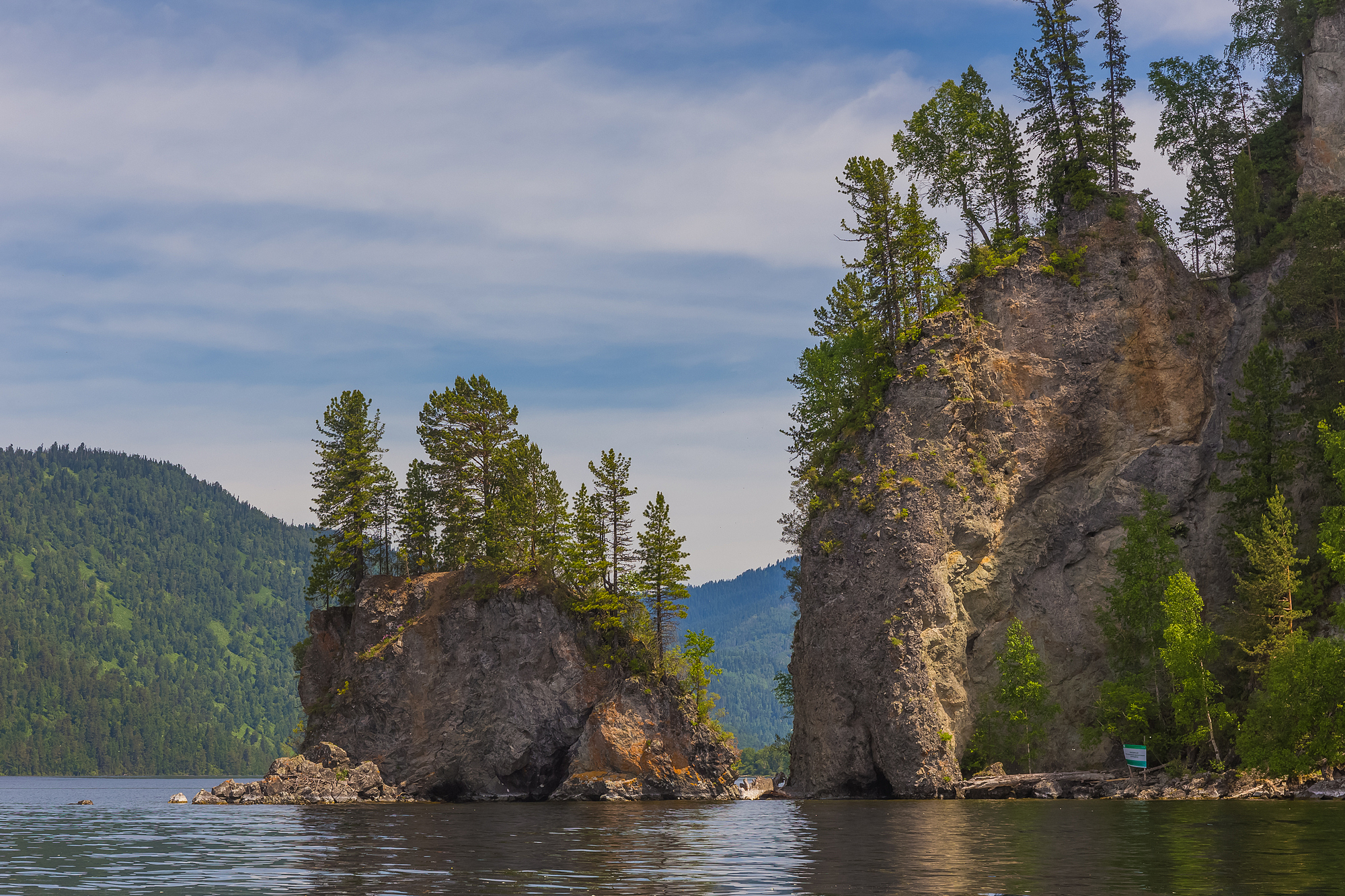
Мис Айран на Телецькому озері
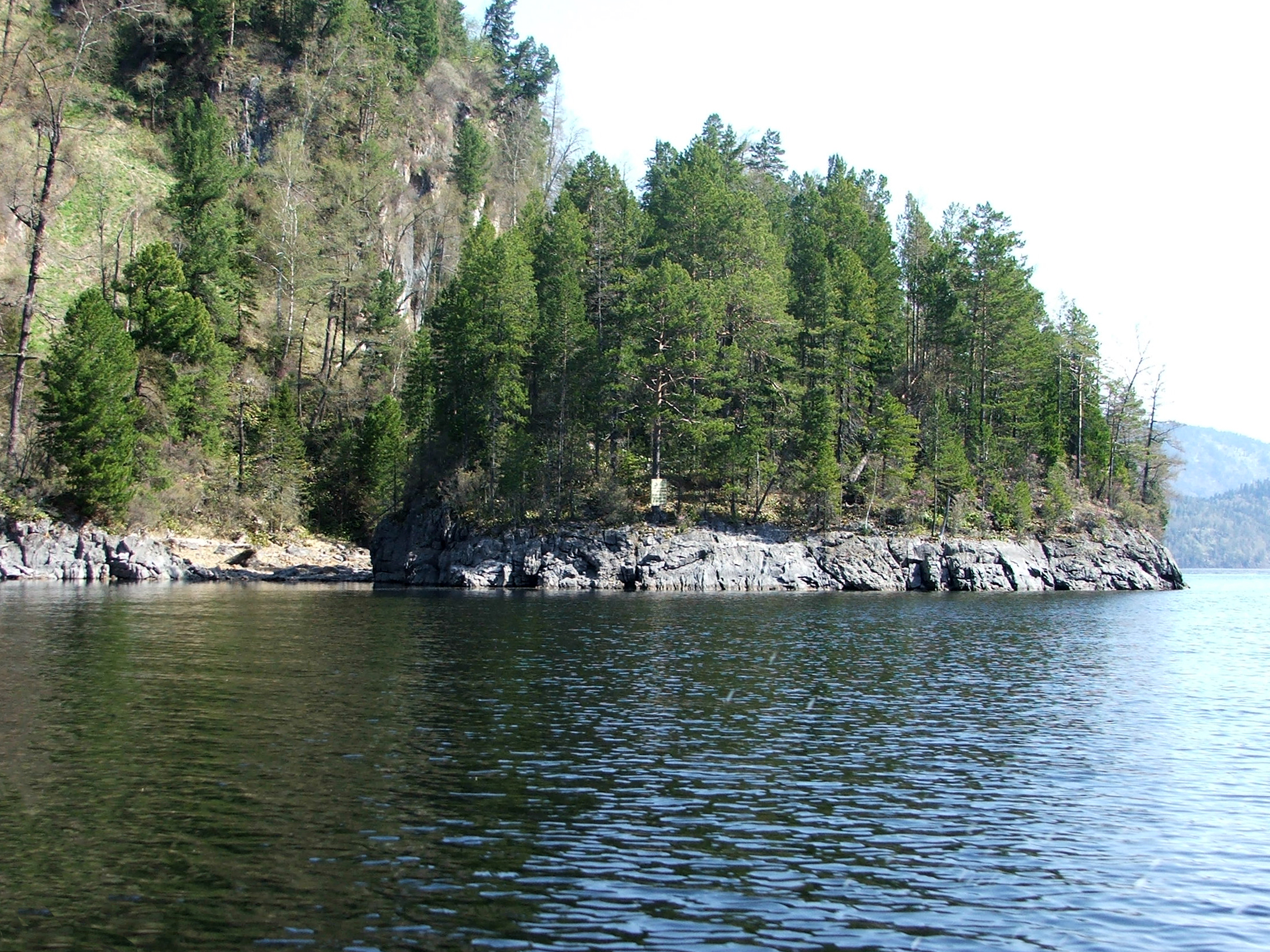
Острів Закоханих (у формі серця) на Телецькому озері
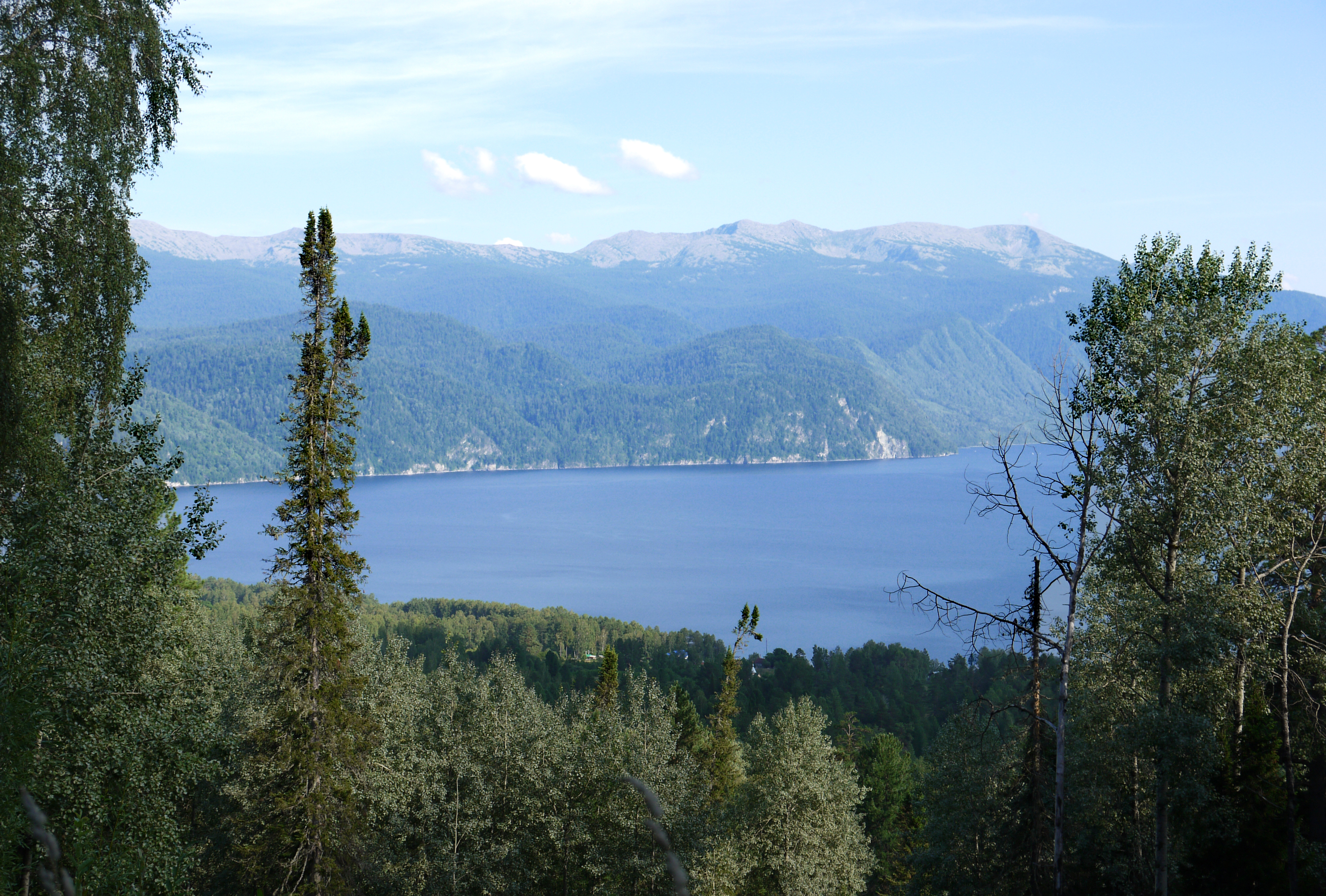
Вид на правий берег Телецького озера
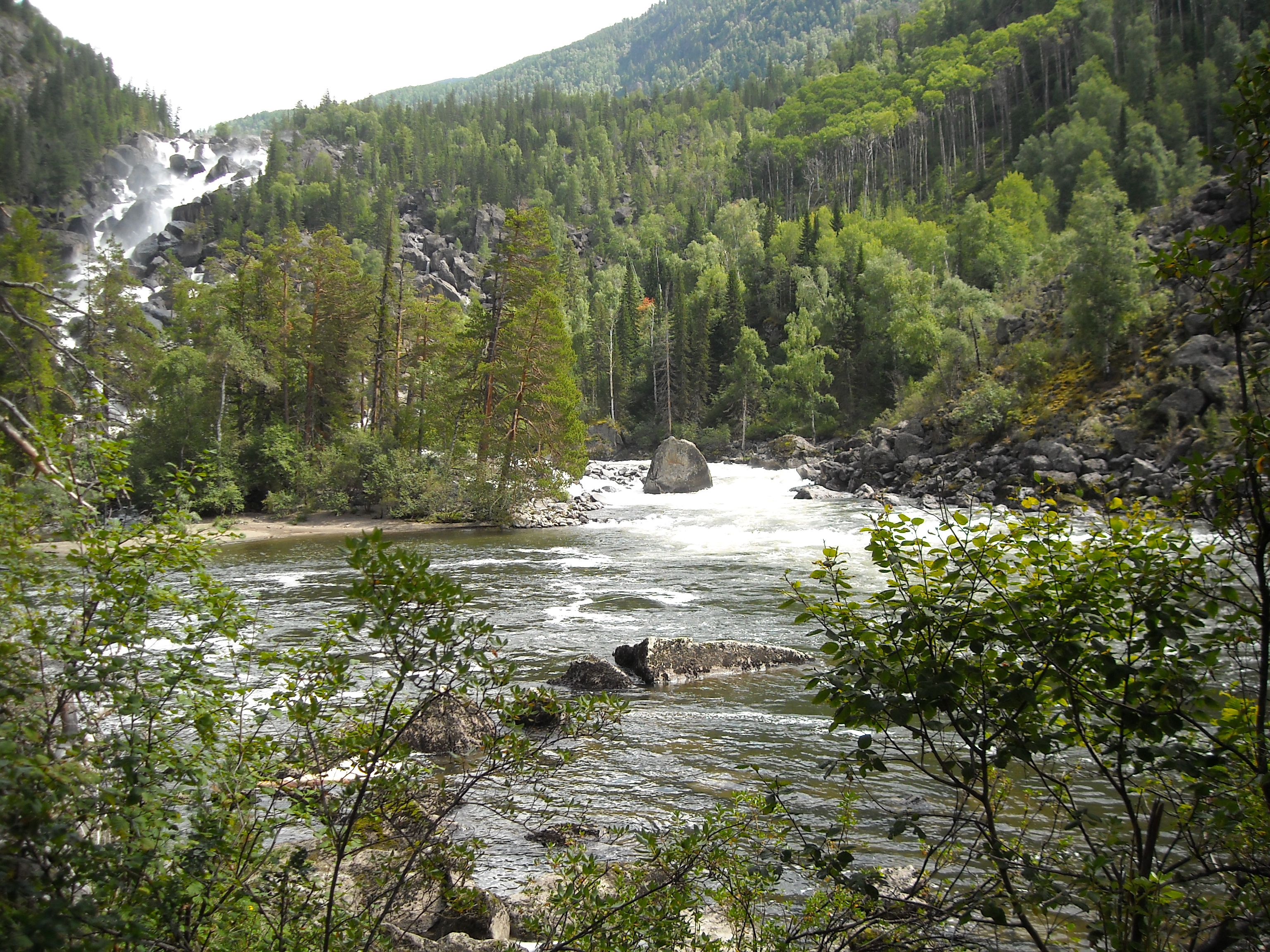
Водоспад Учар і річка Чульча